# Laghetto di Santo Stefano
Il laghetto di Santo Stefano è stato un piccolo bacino acqueo artificiale situato a Milano a lato della Ca' Granda, edificio un tempo ospitante l'Ospedale Maggiore di Milano e ora sede dell'Università degli Studi del capoluogo lombardo, finalizzato all'attracco dei barconi provenienti dai Navigli milanesi che trasportavano il marmo di Candoglia per il cantiere del Duomo di Milano. 
Il laghetto di Santo Stefano fu realizzato alla fine del XIV secolo e venne interrato nel 1857 per motivi di igiene pubblica. Si trovava in corrispondenza dell'incrocio delle moderne via Laghetto e via Francesco Sforza, dove ancora oggi è presente uno slargo. Era chiamato anche laghetto nuovo per distinguerlo dal laghetto di Sant'Eustorgio, che fu realizzato prima del 1211 e che per tale motivo era anche denominato laghetto vecchio.

## Storia

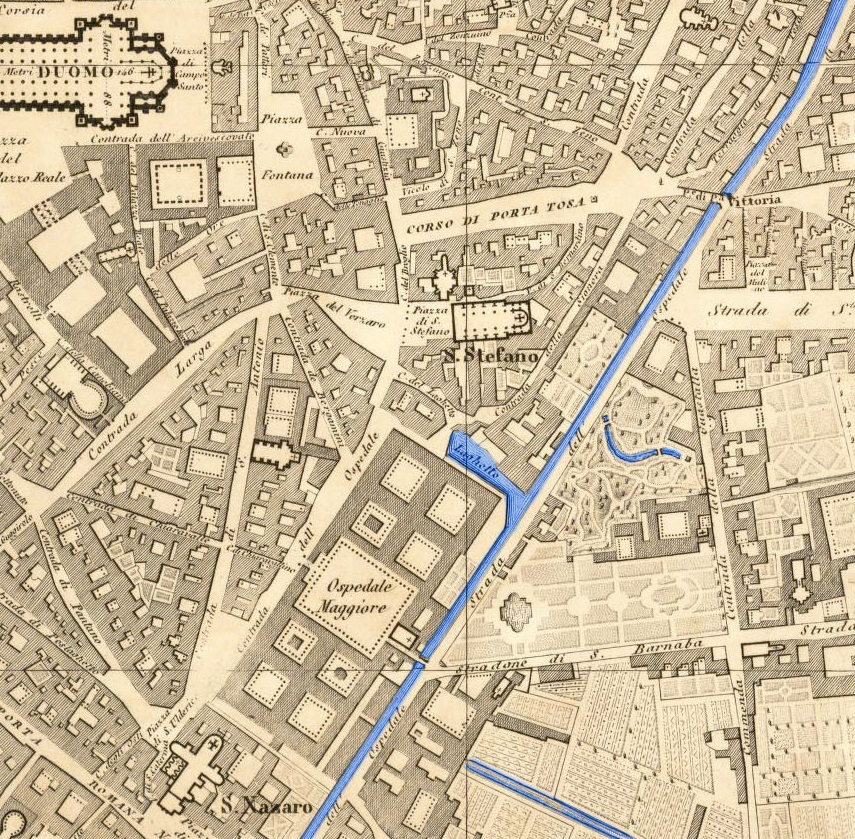
Al centro, lungo la Cerchia dei Navigli, il laghetto di Santo Stefano su una mappa di Milano del 1860. A sud, adiacente al laghetto, si riconosce l'Ospedale Maggiore di Milano, oggi sede dell'Università degli Studi del capoluogo lombardo

L'accesso al laghetto di Santo Stefano nel 1855, in una delle prime foto di Milano

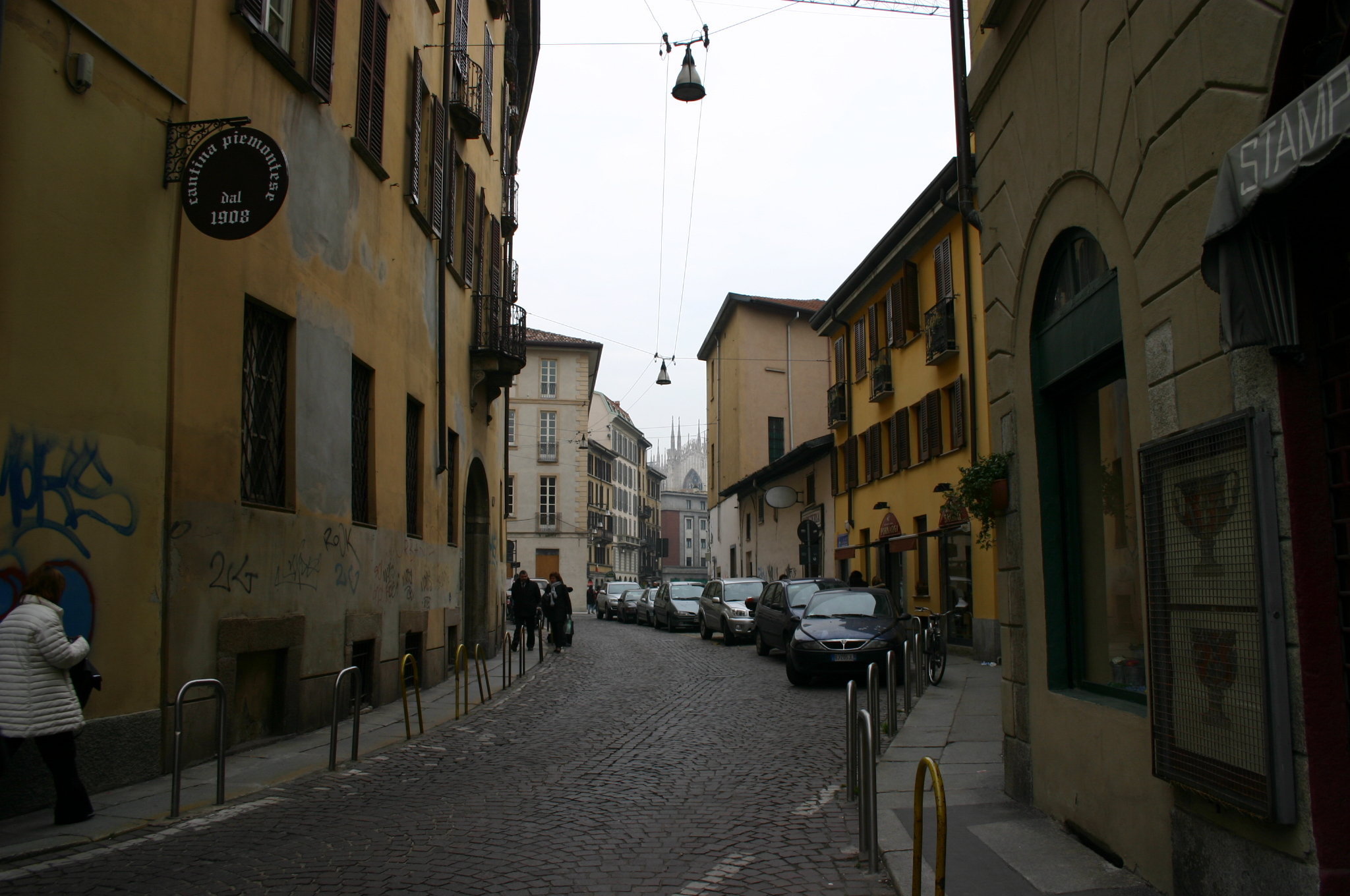
La prosecuzione di via Laghetto verso il Duomo di Milano in un'immagine del 2007. Poco prima, verso via Francesco Sforza, è presente il piccolo slargo dove un tempo si trovava il laghetto di Santo Stefano

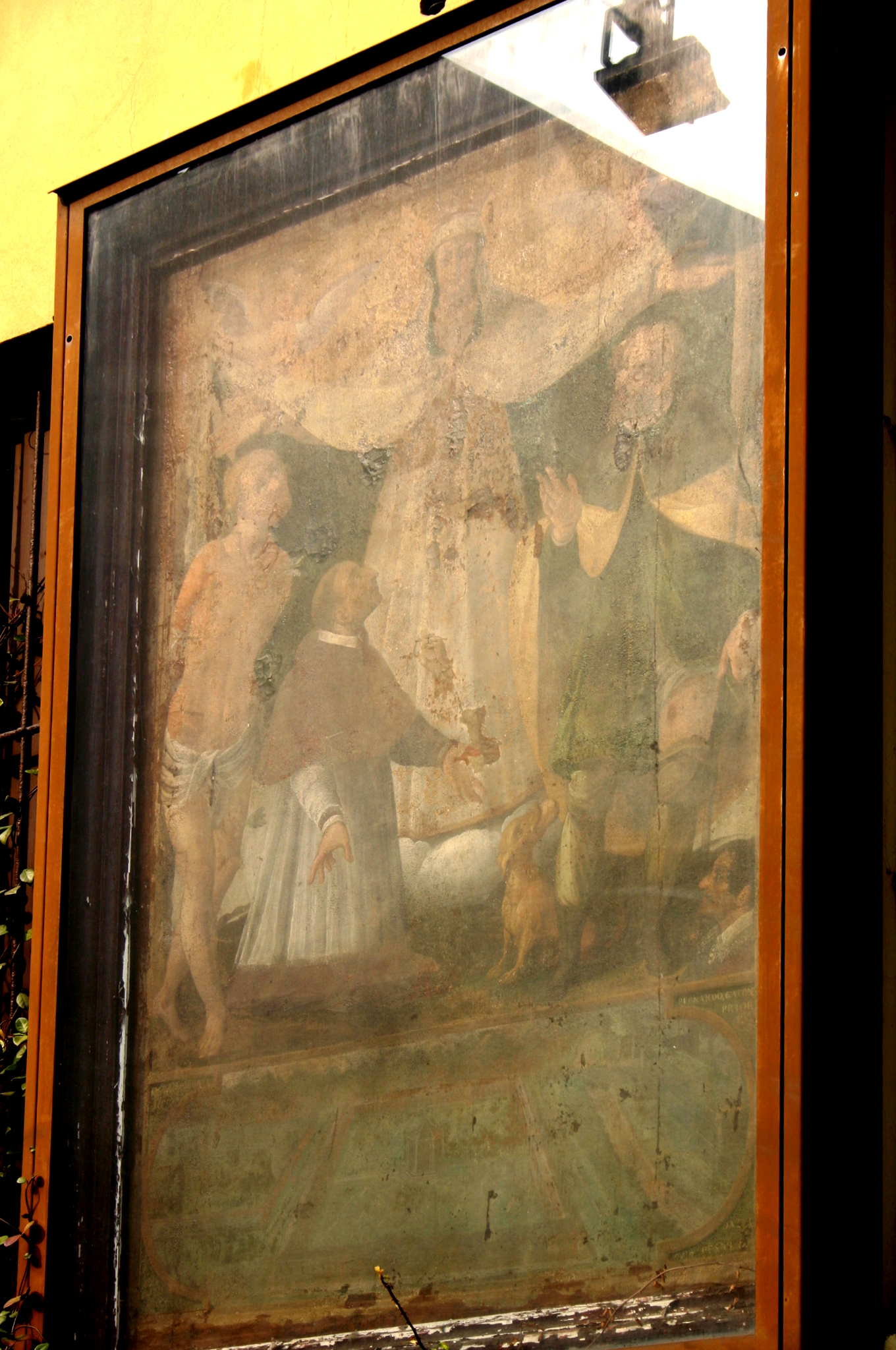
L'affresco noto come Madonna dei Tencitt

Nei primi anni di cantiere, i carichi di marmo e sarizzo provenienti dal Lago Maggiore si attestavano fuori dalla città, nei pressi della basilica di Sant'Eustorgio. Da qui, proseguivano via strada su carretti, ma l'operazione risultava estremamente lenta e costosa, tanto più se si considera che questi due chilometri via terra costituivano da soli un quinto dei costi totali di trasporto, su un tragitto complessivo di oltre cento. Fu così che si pensò di realizzare un approdo più interno, individuando per esso un prato di proprietà comunale su cui si teneva un mercato del bestiame, nei pressi della chiesa di Santo Stefano. Tra l'autunno del 1388 e l'estate del 1390 venne realizzato il collegamento tra il Naviglio Grande e la cerchia interna, riattando e rendendo navigabile la Vettabbia. Al contempo, tra il 1388 e il 1389 si era proceduto anche con lo scavo del laghetto. La scarsità di manodopera disponibile, largamente assorbita dal cantiere del Duomo, aveva fatto ricorrere a manovalanza proveniente da alcuni borghi esterni, come ad esempio Treviglio e Caravaggio. I lavori si conclusero nel successivo inverno, con la costruzione tra febbraio e marzo del 1391 di un'apposita gru per lo scarico dei materiali, detta falcone, sul modello di quella già costruita al laghetto di Sant'Eustorgio; il primo carico di marmo giunto fino al nuovo laghetto di Santo Stefano venne pagato ai primi di marzo del 1391, ma già dal luglio 1390 i materiali raggiungevano la cerchia interna e venivano scaricati al prato del Brolo, all'altezza della successiva Ca' Granda. Un secondo falcone, più grande del precedente, venne costruito nei primi mesi del 1395, per far fronte al sempre maggiore quantitativo di carichi in arrivo (per dare un'idea, circa centocinquanta erano stati quell'anno i barconi con carichi di marmo o di sarizzo).
L'ampliamento e il dragaggio della cerchia interna oltre il laghetto di Santo Stefano venne completata invece un secolo più tardi, nel 1496, sotto Francesco Sforza. Ciò rese navigabile anche ai barconi che trasportavano merci pesanti tutta la cerchia interna fino al laghetto di San Marco, ossia al Naviglio di San Marco e alla Martesana, realizzati già nel 1469. Da questo momento in poi fu possibile navigare senza interruzioni nel percorso dal Lago Maggiore al Lago di Como via Milano grazie al Naviglio della Martesana, canale che ha origine dal fiume Adda, corso d'acqua che è emissario proprio del Lago di Como.
Le imbarcazioni destinate al cantiere del Duomo, a differenza di tutte le altre che percorrevano i Navigli milanesi, riportavano la scritta Auf (lat. Ad usum fabricae, ovvero "ad uso della fabbrica", cioè destinato alla Veneranda Fabbrica del Duomo di Milano), scritta che permetteva l'esenzione dai dazi. Da "AUF" è derivato il modo di dire "a ufo", che significa "gratis", "senza pagare". A una delle estremità della Conca di Viarenna - realizzata successivamente in sostituzione del transito per la Vettabbia -  è stata ricollocata un'edicola, originariamente situata su uno dei suoi lati, che riporta il decreto ducale del 1497 inciso su una lapide di marmo di Candoglia che esentava dal pedaggio e dal dazio, con la formula Auf, i barconi destinati al trasporto dei materiali per la costruzione del Duomo. 
Dagli attracchi del laghetto di Santo Stefano, durante gli anni della costruzione del Duomo di Milano, sono passati 550.000 blocchi di marmo di Candoglia. Man mano che la cattedrale milanese si avvicinava al completamento, il trasporto di marmo diminuì sempre di più fino ad azzerarsi completamente. Gradualmente il laghetto di Santo Stefano fu destinato all'attracco di altre merci, come legna e carbone.
Il laghetto di Santo Stefano fu interrato nel 1857 per decreto dell'imperatore Francesco Giuseppe d'Austria per l'ambiente poco salubre che causava. Le acque stagnati portavano infatti cattivi odori e zanzare intorno all'Ospedale Maggiore di Milano, che sorgeva proprio al suo fianco. L'imperatore, che prese questa decisione dopo una visita all'ospedale, ordinò l'interramento del laghetto per motivi di igiene pubblica. Nell'occasione il falcone, collocato sul lato nord dell'approdo, è stato salvato e trasferito al Castello Sforzesco, murato in un cortile interno. 
Su un edificio ancora esistente posto all'angolo tra via Laghetto e il vicolo Laghetto è presente un affresco raffigurante la Madonna. Questo dipinto, chiamato dai milanesi Madonna dei Tencitt, sorge sulla Cà dei Tencitt, storica sede dei carbonai milanesi (in dialetto milanese tencitt), che scaricavano il carbone dai barconi che arrivavano al laghetto di Santo Stefano. L'affresco fu fatto realizzare dal carbonaio Bernardo Catoni come ringraziamento alla Madonna per aver salvato la maggior parte dei tencitt dall'epidemia di peste del 1630, pandemia che uccise metà della popolazione di Milano, circa 120.000 abitanti, e che fu descritta da Alessandro Manzoni ne I promessi sposi. Tencitt deriva dal termine dialettale milanese tenc (it. "bruno", "annerito"): erano chiamati in questo modo per via del fatto che avevano spesso la faccia annerita, visto che scaricavano anche carbone.

## Galleria d'immagini

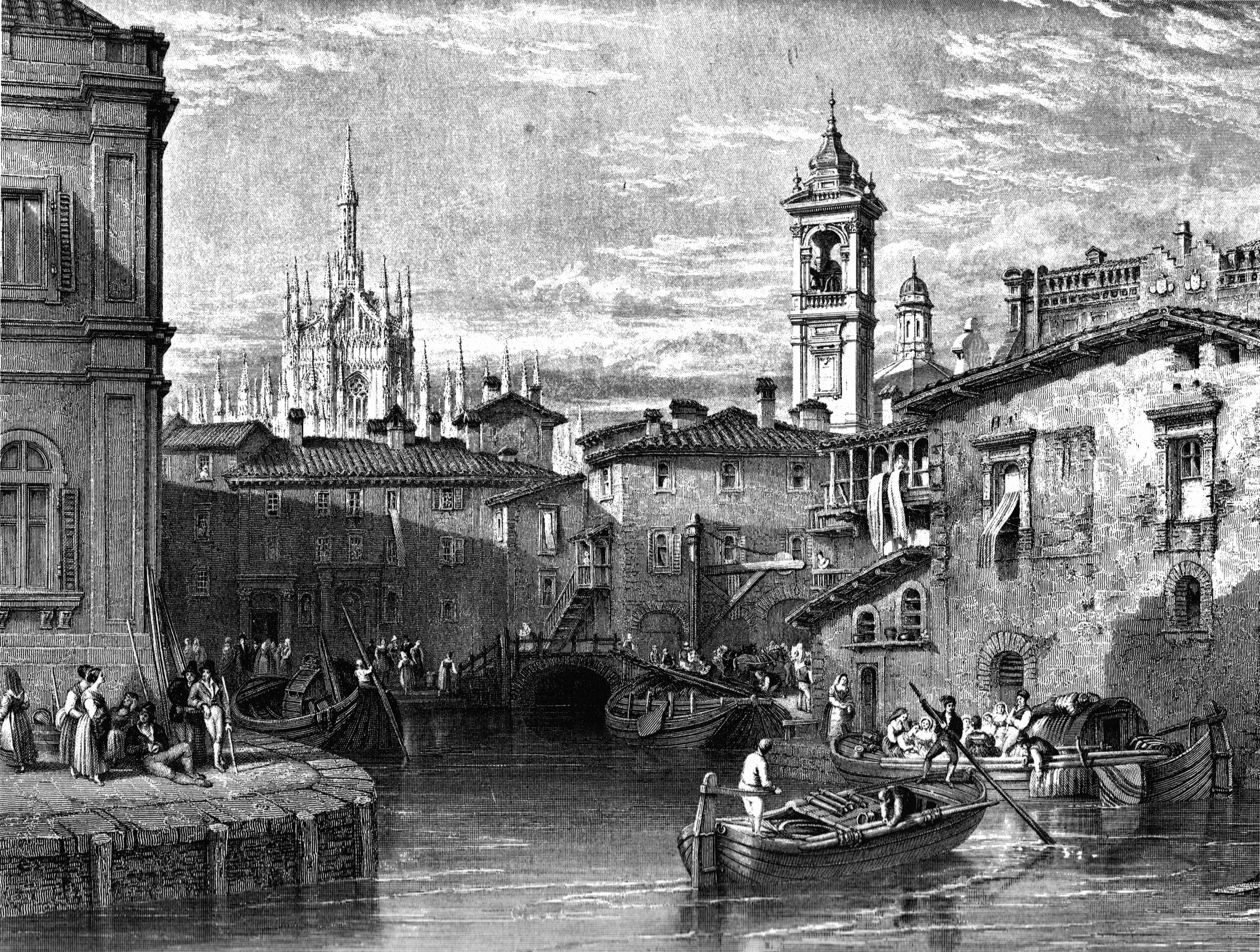
Il laghetto di Santo Stefano su una stampa del 1845
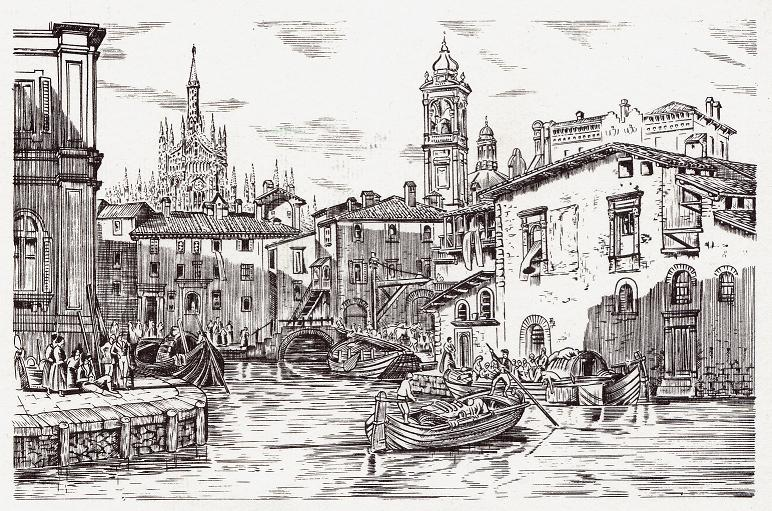
Il laghetto di Santo Stefano su una stampa del 1850